# Длуськ
Длуськ (пол. Dłusk) — село в Польщі, у гміні Пиздри Вжесінського повіту Великопольського воєводства.
Населення — 204 особи (2011).
У 1975-1998 роках село належало до Конінського воєводства.

## Демографія
Демографічна структура станом на 31 березня 2011 року:
|          | Загалом | Допрацездатний вік | Працездатний вік | Постпрацездатний вік |
| -------- | ------- | ------------------ | ---------------- | -------------------- |
| Чоловіки | 101     | 20                 | 71               | 10                   |
| Жінки    | 103     | 21                 | 58               | 24                   |
| Разом    | 204     | 41                 | 129              | 34                   |